# Гіга-Невада
39°32′31″ пн. ш. 119°26′24″ зх. д. / 39.542° пн. ш. 119.44° зх. д.

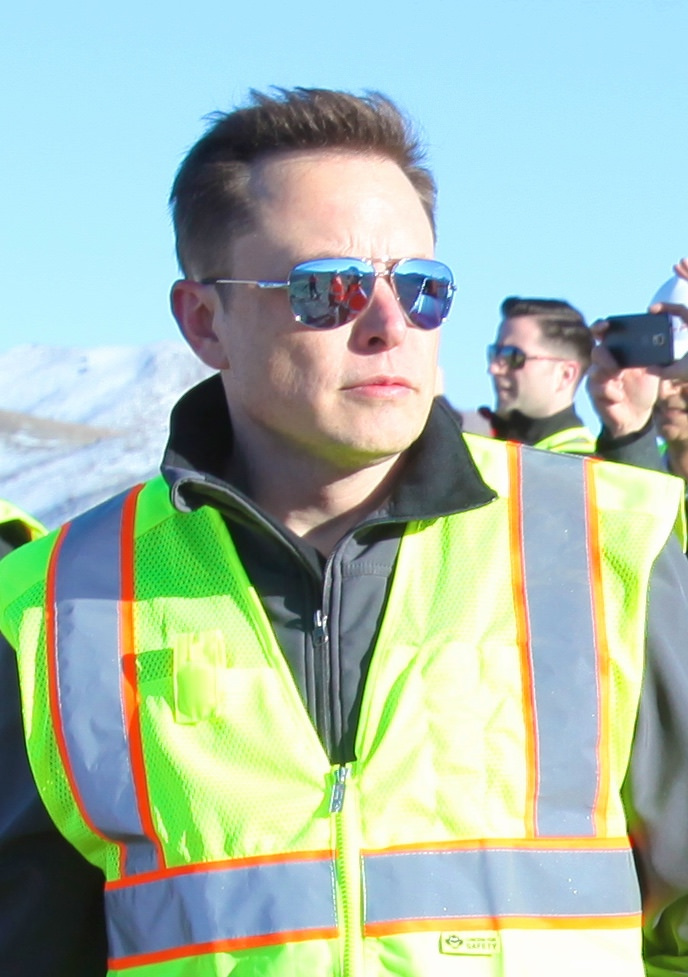
Ілон Маск оглядає хід будівництва Гігафабрики 1

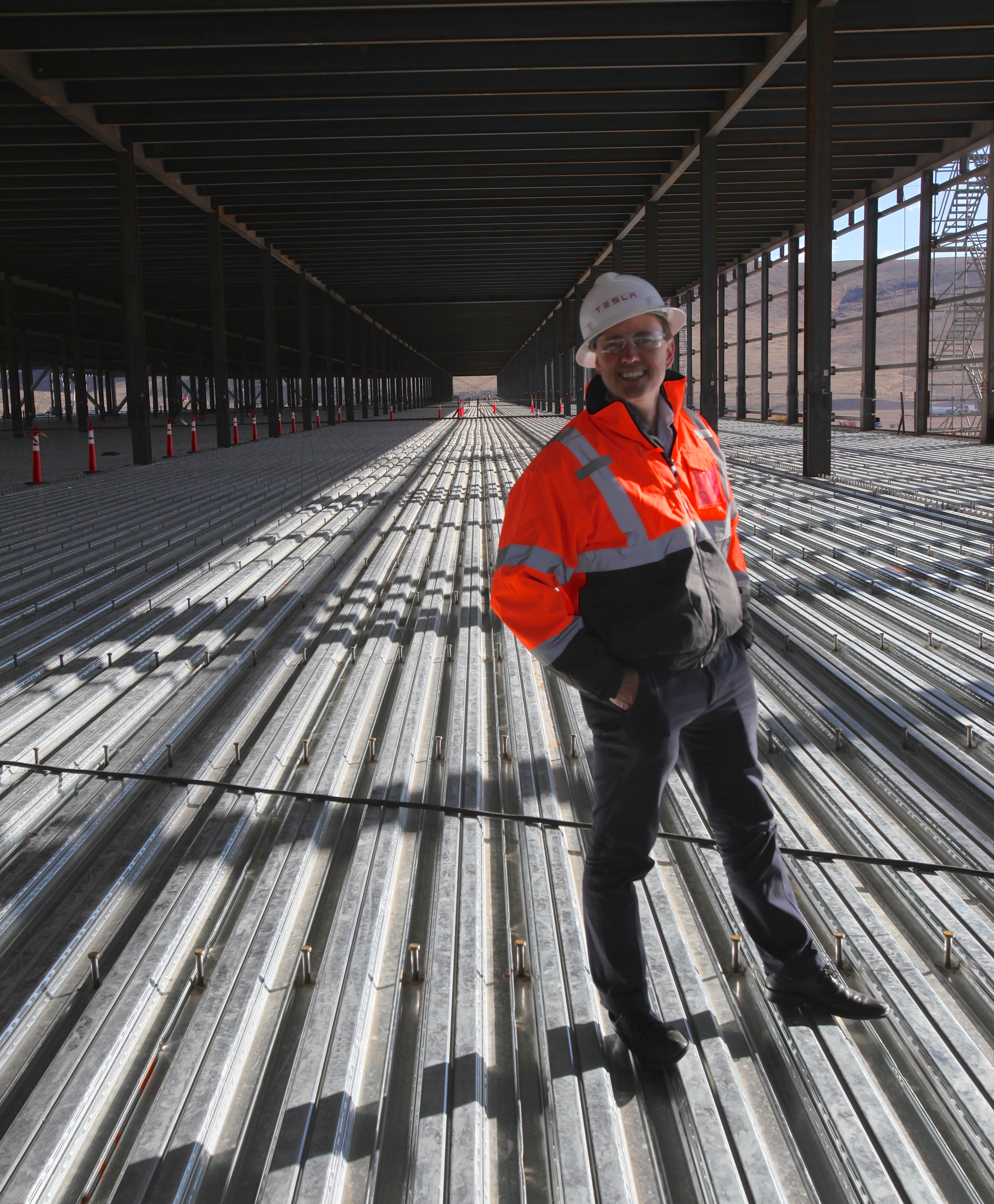
Стів Юрветсон на Гігафабриці

Гіга-Невада або Гігафабрика 1 — завод з виробництва літій-іонних акумуляторів, Tesla Inc. в Індустріальному центрі Рено Тахо, в Окрузі Сторі, Невада, США. 29 липня 2016 року був введений в експлуатацію. Проєктна вартість заводу становила 5 мільярдів доларів США. За оцінкою губернатора штату Невада Браяна Сендовала економічний зиск від будівництва заводу для штату Невада становитиме близько 100 мільярдів доларів США протягом 20 років.
За розрахунками Tesla Inc. Гігафабрика 1 знизить витрати виробництва для акумуляторів її електромобілів на заводі у Фрімонті та домашніх акумуляторних систем Powerwall на 30 %. Проєктна потужність заводу в 2020 році становитиме 35 Гігават-годин на рік для виробництва елементів та 50 Гігават-годин на рік для складання акумуляторів. Для досягнення цієї мети на Гігафабриці працюватиме 6,5 тисяч осіб, а Тесла оснащуватиме акумуляторами до 500 000 автомобілів на рік.
У липні 2014 року, було оголошено, що фірма Panasonic досягла угоди з Tesla Motors про інвестиції у фабрику, Panasonic візьме на себе виробництво акумуляторних елементів. Генеральний директор Tesla Motors Ілон Маск заявив, що загальний обсяг інвестицій становитиме 1,5 — 2 мільярди доларів США.

## Додаткові ринки поза автомобільним сектором
Окрім Tesla Motors Гігафабрика постачатиме батареї для фірми SolarCity.
З 2013 року SolarCity пропонує промисловим підприємствам батареї Тесла, що дозволяє їм знизити вартість електроенергії для виробництва.
Каліфорнійський регулятор ринку електроенергії «California Public Utilities Commission» планує до 2020 року довести сумарну потужність батарей в штаті до 1,3 гігават/годин, що дозволило б живити струмом з батарей близько 1 мільйона типових будинків.

## Постачання сировини
2015 року Tesla Motors уклала додаткові угоди на постачання літію для батарей з двома фірмами: Bacanora Minerals Ltd та Rare Earth Minerals Plc., які мають профінансувати розробку шахти на півночі Мексики. За цією угодою згадані фірми зобов'язуються постачати сировину для Гігафабрики 1 за стабільними цінами протягом 5 років. Шахта буде спроможна постачати до 35 000 т. гідроксиду літію та карбонату літію. Окрім того передбачається ріст потужностей до 50 000 т. на рік.

## Майбутні гігафабрики
30 квітня 2015 року Ілон Маск оголосив на презентації, що відома дотепер Гігафабрика називатиметься Гігафабрикою 1, оскільки Тесла планує будівництво наступних фабрик такого типу. Тоді ж Маск заявив, що всі патенти, пов'язані з Гігафабрикою, як і у випадку зі SpaceX та Tesla Motors будуть відкритими для всіх, тож він сподівається, що й інші виробники проєктуватимуть подібні фабрики. За один тиждень Тесла одержала замовлень акумуляторів на 800 млн доларів (179 млн на PowerWall, 625 млн на PowerPack), тож Маск припустив, що потужностей Гігафабрики 1 не вистачатиме, аби задовольнити наявний попит.
Останнім часом фірма Тесла активізувала свою діяльність в Японії, тож існує припущення, що Гігафабрика 2 може бути споруджена в цій країні.